# Kurt Berger
Kurt Volmar Berger (1896-1977) fue un ingeniero de aviación y el jefe de diseño en la fabricación de aeronaves de la empresa finlandesa Valtion Lentokonetehtaat.
El padre de Berger, Arnold Berger, era un ministro y su madre era Fanny Berger. Se convirtió en un abiturient de  Helsingin Uusi Yhteiskoulu  en 1916 y comenzó sus estudios como ingeniero eléctrico en la Universidad Politécnica de Helsinki el mismo otoño, pero se ofreció como voluntario para el servicio con la Brigada Jaeger de Helsinki.
En 1918 viajó a  Libau en Alemania, para iniciar la formación de pilotos con aviones. Sin embargo, sus estudios fueron interrumpidos por el fin de la Primera Guerra Mundial y la derrota de Alemania. Berger logró recibir sus papeles de piloto civil internacional en 1921.
Con el fin de continuar con sus estudios, se matriculó en el East London College en 1919 (hoy en día llamado Queen Mary, Universidad de Londres), donde se graduó el 5 de septiembre de 1922. Fue nombrado Ingeniero en el Fuerza Aérea Finlandesa Sede en Santahamina el 1 de noviembre de 1923, y más tarde jefe de máquinas en 1 de marzo de 1924. por lo tanto, fue enviado a la compañía de la Fuerza Aérea Finlandesa fabricantes de aeronaves ( Ilmavoimien Lentokonetehdas ), donde iba a diseñar el  IVL C.24, IVL Haukka I, IVL Kotka, Haukka II, IVL Sääski y el IVL.kotka
Berger también participó en las compras de la Fuerza Aérea Finlandesa de aeronaves de combates extranjeros de Checoslovaquia, Gran Bretaña, Italia y Francia a finales de los años 1920 y 1930.
Berger fue absuelto de su posición en el VL durante una reestructuración de empresas en 1933 y continuó trabajando como inspector de aviones en lentoasema I y en la Fuerza Aérea Finlandesa, Regimiento n° 2. Después de que ataque soviético-finlandés Guerra de Invierno, desde 1939 a 1940 supervisó el montaje de las Brewster Buffalo que combatían en Suecia, también sirvió como Ingeniero Jefe de Mantenimiento y Oficina de Ingeniero en la sede de la Fuerza Aérea de Finlandia. Después de las guerras, continuó como un empresario privado.